# Stanislav Gross
Stanislav Gross (Praga, 30 de outubro de 1969 - Praga, 16 de abril de 2015) foi um político checo e foi primeiro-ministro da República Checa, entre 4 de agosto de 2004 e 25 de abril de 2005. Tornou-se nessa data o mais jovem primeiro-ministro europeu de todos os tempos. Mas foi obrigado a deixar o cargo depois de três meses de crise política causada pelas suas constantes mudanças de explicação para a origem do dinheiro usado para a compra de seu apartamento. Escândalos paralelos, como a sociedade de sua esposa com a dona de uma casa de prostituição e suspeitas em torno da privatização da estatal Unipetrol, vendida para o grupo polonês PKN Orlen.
É membro do partido social democrata checo. Estudou direito na Faculdade UK de direito em Praga entre 1993 e 1999. Foi também o líder da juventude social democrata entre 1990 e 1992.
Gross tornou-se ministro do interior da República Checa em 5 de Abril de 2000, e vice-primeiro-ministro em 15 de Julho de 2002, data da tomada de posse do governo de Vladimír Špidla. Ele tornou-se primeiro-ministro após a resignação de Špidla.
Deixou o posto de ministro do interior a 4 de Agosto de 2004, altura em que nomeou os seus ministros e Frantisek Bublan tornou-se o novo ministro do interior.
Morreu devido a complicações neurológicas ocasionadas pelo mal da esclerose lateral amiotrófica (ELA).